# Estação Prefeito Bento Ribeiro
Prefeito Bento Ribeiro é uma estação de trem da Zona Norte do Rio de Janeiro, localizada no bairro de Bento Ribeiro.Na frente da estação, há um ponto de ônibus que permite a integração com Irajá(918), Tijuca/Vila Isabel (638) e Bonsucesso (908)

## História
Em 1912, a estação e uma rua no atual bairro foram inauguradas com o nome de Mario Hermes, em homenagem ao deputado federal Mário Hermes da Fonseca, filho do militar e presidente do Brasil Marechal Hermes Rodrigues da Fonseca. Em 1914, a estação é reinaugurada com o nome Prefeito Bento Ribeiro, homenageando o prefeito do então Distrito Federal, Bento Manuel Ribeiro Carneiro Monteiro. A mudança do nome teria sido uma iniciativa do engenheiro André Gustavo Paulo de Frontin, na época, diretor da EFCB - Estrada de Ferro Central do Brasil. Atualmente, Prefeito Bento Ribeiro é uma das estações de trens metropolitanos operada pela Supervia. 
Quando passava de trem por Bento Ribeiro observava uma linha que terminava no muro. Era o ramal do Campo dos Afonsos. A linha, que já foi retirada, saía da linha do canto esquerdo e atravessava a rua e seguia sobre o mercado Sendas. Entrei por essas ruas com o mapa na mão seguindo essa linha e não encontrei vestígios nenhum. Dentro do Campo dos Afonsos (base Aérea) parece existir uma cobertura para as locomotivas. As únicas informações que tenho são de meu pai: essa linha tinha 3 km, foi eletrificada em 1944 e a confirmação de que ali ela passava. Seu caminho está hoje debaixo de várias residências" (Anderson S. Novaes, março de 2007). "Havia sim um ramal para o Campo dos Afonsos. Eu me lembro muito bem que moravamos na rua Jatobá, e no caminho para a Escola Pública Francisco Palheta, cruzávamos a linha do trem com muito cuidado, pois na época (1967-68) ainda havia trafego no ramal. (Gerson Oliveira, março de 2009).

## Plataformas
Plataforma 1A: Sentido Deodoro
Plataforma 2B: Sentido Central do Brasil
Plataforma 2C: Não é utilizada